# Phyllotis andium
Phyllotis andium är en däggdjursart som beskrevs av Thomas 1912. Phyllotis andium ingår i släktet storörade möss och familjen hamsterartade gnagare. IUCN kategoriserar arten globalt som livskraftig. Inga underarter finns listade i Catalogue of Life.
Arten förekommer i Anderna i Ecuador och Peru. Den lever i regioner som ligger 1500 till 4000 meter över havet. Habitatet utgörs av torra skogar, buskskogar, fuktiga bergsängar och klippiga områden med glest fördelad växtlighet. Parningen sker ofta efter regntider i juli och september. Honor som hölls i fångenskap var cirka 24 dagar dräktiga och de hade en till fyra ungar per kull. Phyllotis andium är allätare och huvudsakligen nattaktiv.